# Collectie F.W. Mengelberg
Collectie F.W. Mengelberg is een kunstverzameling bestaande uit religieuze en profane schilderstukken en beeldhouwwerken, met name uit het Rijnland.
De verzameling was opgebouwd door Friedrich Wilhelm Mengelberg en omvatte 177 objecten. Ze werd na diens dood in 1919 aangekocht door Jan Herman van Heek, telg uit het textielfamilie Van Heek. Daarmee werd de basis gelegd van de collectie van Huis Bergh waarvan ze nog steeds deel uitmaakt. Na verkopen uit de collectie en een brand in 1939 bestaat de collectie uit 75 objecten. De oorspronkelijke verzameling is in 2020 gereconstrueerd en beschreven, mede aan de hand van het archief van Van Heek.